# Anita Cantieri
Anita Cantieri (Lucca, 30 de março de 1910 – Lucca, 24 de agosto de 1942) foi uma leiga italiana, membro da Ordem Terceira do Carmo (com o nome de Teresa do Menino Jesus).
Desejando tornar-se religiosa, ela ingressou no convento das carmelitas em Florença aos 20 anos. Porém, após um ano, doente, precisou deixar o convento para se tratar. Com a doença progredindo e percebendo que não poderia mais retornar ao seu convento, Anita ingressou na Ordem Terceira Carmelita em 1935. Envolvida nas atividades pastorais de sua paróquia e da Ação Católica, ela continuou seus compromissos e ações de evangelização de dentro de seu quarto, onde logo ficou confinada. Sempre sorridente e alegre, ela suportou a doença que se desenvolvia e a fazia sofrer cada vez mais.
Anita morreu em 24 de agosto de 1942, sendo considerada santa por muitas pessoas. Seu processo de beatificação foi aberto em 1954, e o Papa João Paulo II a declarou venerável em 1991.

## Biografia
Anita Cantieri nasceu em Lucca (na Toscana) em 30 de março de 1910, filha de Davino Cantieri e Annunziata Fanucchi, modestos agricultores. Ela é a penúltima dos doze filhos da família, que inclui quatro meninas e oito meninos; mas três das crianças já morreram  antes do nascimento de Anita. A pequena Anita foi batizada em 3 de abril, recebeu o sacramento da confirmação em 3 de outubro de 1915, e fez sua primeira comunhão em 7 de maio de 1916.
Em termos educacionais, ela frequentou brevemente um instituto técnico antes de ir (aos 12 anos) para uma escola dirigida pelas Irmãs de Santa Doroteia. Aos doze anos, ela decide se dedicar totalmente a Deus, "sentindo um chamado para a vocação religiosa". Esta decisão acompanha uma "mudança interior" que é "notada por sua família". Aos 14 anos, ela expressa a intenção de se tornar religiosa, mas encontra a oposição de seus pais devido à sua pouca idade. Anita inicialmente se sente chamada a ingressar nas Irmãs de Santa Doroteia, mas a superiora do convento se recusa a aceitá-la. Outra fonte não menciona essa recusa, mas indica que seu confessor, ao ser questionado sobre o assunto do convento, teria aconselhado o convento do Carmelo porque "ela tinha uma alma contemplativa".

## Vida religiosa
Aos 20 anos, em 24 de maio de 1930, ela entra no convento das Carmelitas de Santa Teresa em Campi Bisenzio, perto de Florença (outra fonte indica que ela entra no noviciado do Corpus Domini em Florença, ao mesmo tempo que uma amiga). Embora estivesse gozando de boa saúde, ela começa a ter febres recorrentes. Os médicos diagnosticam febre malárica. Apesar de sua doença, ela continua seu serviço na adoração eucarística. No entanto, a doença se agrava. Para ajudá-la a se recuperar, as religiosas a enviam para convalescença em uma vila próxima à cidade. Incapaz de se curar, ela é enviada de volta para sua família em agosto de 1931, com a esperança de retornar ao convento.
Sua doença evolui para tuberculose pulmonar. Testemunhas relatam que Anita viveu "tudo isso de maneira edificante, com serenidade e coragem". Ela ainda esperava recuperar a saúde para voltar ao convento, mas após algum tempo, os médicos "tiram toda a esperança", causando-lhe "grande dor". Ela então organiza um programa diário de oração semelhante ao de uma carmelita, com missas, recitação das horas canônicas, do terço e da oração. Mesmo distante do convento, ela continua a correspondência com as religiosas, trocando cartas e poemas.
Vendo-se incapaz de entrar no Carmelo (como carmelita), ela decide se comprometer com a Ordem Terceira. Em 1º de julho de 1935, ela pronuncia seu compromisso na Ordem Terceira Carmelita e adota o nome de Teresa do Menino Jesus. Em setembro de 1935, por iniciativa de seu diretor espiritual, Padre Pasquinelli, ela faz uma peregrinação a Lourdes, que é muito penosa devido à sua saúde precária. Ela se recusa a pedir sua própria cura, mas oferece seus sofrimentos pela "reparação dos pecados" (do mundo). Humilde, silenciosa, sorridente, ela tenta viver sua divisa-programa: "Pelo amor, pelo sofrimento, pelo silêncio. Toda a minha vida se resume aqui".

## A Luta Contra a Doença
Na última fase de sua vida, ela é reduzida à imobilidade pela doença. Presa à cama, Anita se torna, no entanto, promotora e animadora de várias paróquias e iniciativas apostólicas. Membro da Ação Católica antes da doença, ela continua sua ação nessa organização, apesar de sua imobilidade. Seu quarto, onde está confinada pela doença, torna-se o constante local de reuniões e conferências, além de receber visitas de pessoas que precisam de conforto espiritual. Incapaz de sair para ir à missa, às vezes esta é celebrada em seu quarto. Ela também colabora estreitamente com o Centro Diocesano e seus líderes, que frequentemente vêm buscar conselhos à sua cabeceira. Para todas essas missões, ela oferece "suas dores e suas orações".
Em 1938, ela sofre um grave ataque cardíaco que faz com que aqueles ao seu redor pensem "que é o fim". Em 1941, uma nova crise exige uma cirurgia. Em todos esses momentos, ela mostra "uma força e serenidade extraordinárias apesar da dor". Quando ela fica muito fraca para cuidar de si mesma, são suas duas irmãs, Rita e Irma, junto com sua mãe, que a assistem e cuidam dela. Durante esse período, ela continua a sorrir, mesmo sofrendo intensamente. A tuberculose se generaliza, levando a complicações e um tumor abdominal. Apesar da dor, ela mantém as reuniões, apenas reduzindo sua correspondência por carta porque "as forças a abandonam".
Ela falece "santamente" em 24 de agosto de 1942. Em seu funeral, uma grande multidão comparece e visita "seu quarto", não hesitando em declarar: "ela é uma santa!". Em sua sepultura, a seu pedido, está escrito "Deo Gracias" ("Obrigada meu Deus"), pequena frase que ela repetia frequentemente, especialmente quando estava sofrendo.

## Veneração e beatificação
O processo de sua beatificação é iniciado em 1954, e em 21 de dezembro de 1991, a Congregação para a Causa dos Santos reconhece as "virtudes heroicas" da jovem italiana, atribuindo-lhe o status de venerável. Sua festa é celebrada em 24 de agosto.

## Espiritualidade
Anita tinha uma grande devoção pela adoração eucarística. Uma religiosa que compartilhou momentos de adoração com ela diante do Santíssimo Sacramento disse sobre Anita: "Ela parecia um anjo quando estava diante do Santíssimo Sacramento", acrescentando: "Ela quase nunca abria um livro e mantinha o olhar fixo no ostensório".
Ela tinha uma profunda amizade espiritual com São João da Cruz e Anna Maria Redi (que viveu em Florença). Durante todo o período de sua doença, ela continuou a sorrir, nunca se queixou e ofereceu suas dores "em um lento e contínuo martírio". Mesmo sem pedir alívio para suas dores, ela seguia escrupulosamente as prescrições médicas.